# Juniperus erectopatens
Juniperus erectopatens là một loài thực vật hạt trần trong họ Cupressaceae. Loài này được W.C.Cheng & L.K.Fu R.P.Adams mô tả khoa học đầu tiên năm 1999.